# Cotoneaster goloskokovii
Cotoneaster goloskokovii es una especie de planta del género Cotoneaster, perteneciente a la familia Rosaceae.

## Taxonomía
Cotoneaster goloskokovii fue descrita por Antonina Poyárkova en 1976.

## Distribución
Se encuentra en el territorio de Kazajistán y Uzbekistán.